# 苗栗市清潔隊
苗栗市清潔隊，為中華民國苗栗市公所的環保機關，處理一般垃圾和資源回收業務，大隊部位於苗栗市，附苗栗市垃圾轉運站，位於苗栗市。

## 組織架構
- 隊長
  - 分隊長
    - 駕駛
    - 技術工
    - 隊員

## 外部連結
- 苗栗市公所清潔隊 （页面存档备份，存于）
- 苗栗市清潔隊獲「清境家園、漂亮台灣」專案獎 （页面存档备份，存于）
- 苗栗市清潔隊自1/15起免費清運大型家具等垃圾 （页面存档备份，存于）